# Matriz unitaria
En matemática, una matriz unitaria es una matriz compleja U, de n por n elementos, que satisface la condición:
{\displaystyle U^{*}U=UU^{*}=I_{n}\,}
donde {\displaystyle I_{n}\,} es la matriz identidad y {\displaystyle U^{*}\,}es el traspuesto conjugado (también llamado el hermitiano adjunto o la hermítica) de U. Esta condición implica que una matriz U es unitaria si tiene inversa igual a su traspuesta conjugada {\displaystyle U^{*}\,}.
Una matriz unitaria en la que todas las entradas son reales es una matriz ortogonal, y por tanto preserva el producto escalar de dos vectores reales.
{\displaystyle \langle Gx,Gy\rangle =\langle x,y\rangle }
así que una matriz unitaria U satisface
{\displaystyle \langle Ux,Uy\rangle =\langle x,y\rangle }
para todos los vectores complejos x e y', donde {\displaystyle \langle \cdot ,\cdot \rangle } representa al producto escalar en {\displaystyle \mathbb {C} ^{n}}. Si {\displaystyle A\,} es una matriz n por n entonces las siguientes condiciones son equivalentes:
1. {\displaystyle A\,} es unitaria
2. {\displaystyle A^{*}\,} es unitaria
3. Las columnas de  {\displaystyle A\,} forman una base ortonormal de {\displaystyle \mathbb {C} ^{n}} con respecto al producto escalar usual.
4. Las filas de {\displaystyle A\,} forman una base ortonormal de {\displaystyle \mathbb {C} ^{n}} con respecto al producto escalar usual.
5. {\displaystyle A\,} es una isometría con respecto a la norma de su producto escalar

Se desprende de la definición de isometría que todos los autovalores de una matriz unitaria son números complejos de valor absoluto 1. Como el determinante es el producto de los valores propios podemos concluir que el determinante de una matriz unitaria tiene módulo 1.
Todas las matrices unitarias son normales, y el teorema espectral se aplica a a ellas. De esta forma, toda matriz unitaria U tiene una descomposición de la forma
{\displaystyle U=V\Sigma V^{*}\;}
donde V es unitaria, y  {\displaystyle \Sigma } es diagonal y unitaria.
Para todo n, el conjunto de todas las matrices unitarias n por n forman un  grupo con el producto de matrices.
Una matriz unitaria es especial si su determinante es 1.